# プブリウス・クロディウス・プルケル
プブリウス・クロディウス・プルケル（ラテン語: Publius Clodius Pulcher, 紀元前92年 - 紀元前52年1月18日）は、共和政ローマ末期の政治家。紀元前58年に護民官を務めた。従来政敵であったキケロ側からの評価が先行し、三頭政治の奇っ怪な操り人形としての描写に留まっていたが、ローマという都市に住む民衆（plebs urbana）の代表としての動きが近年再評価の対象となっている。

## 出自
実父は紀元前79年に執政官を務めたアッピウス・クラウディウス・プルケル、母は有力プレブスのカエキリウス・メテッルス家出身のバレアリカであり、クィントゥス・カエキリウス・メテッルス・マケドニクスは母方の曾祖父に当たる。父アッピウスはクロディウスがまだ若い紀元前76年に死去しており、キケロは彼の放蕩の日々を揶揄している。

父が死ぬや、年若き彼は富饒な悪党の欲望に捕らわれ、

飽き足らぬ痴情は溢れ、実の妹に欲情する。
キケロ『臓卜師の回答について』42

母方の系譜
- 曾祖父：クィントゥス・カエキリウス・メテッルス・マケドニクス
  - 祖父：クィントゥス・カエキリウス・メテッルス・バリアリクス
    - 母：バレアリカ
      - 姉：クラウディア（クローディア）、紀元前60年のコンスル、クィントゥス・カエキリウス・メテッルス・ケレルの妻[2][3]
      - プブリウス・クロディウス・プルケル
      - 妹：クラウディア、下記ルクッルスの妻[4]
- 曾祖父の兄弟：ルキウス・カエキリウス・メテッルス・カルウス、紀元前142年のコンスル
  - クィントゥス・カエキリウス・メテッルス・ヌミディクス
    - クィントゥス・カエキリウス・メテッルス・ピウス

  - ルキウス・カエキリウス・メテッルス・ダルマティクス
    - カエキリア・メテッラ・ダルマティカ
    - ダルマティカの1人目の婿：マルクス・アエミリウス・スカウルス
    - ダルマティカの2人目の婿：ルキウス・コルネリウス・スッラ

  - カエキリア・メテッラ・カルウァ
    - ルキウス・リキニウス・ルクッルス、スッラ派で美食家としても有名

## 略歴
第三次ミトリダテス戦争では同族のルキウス・リキニウス・ルクッルスの許で従軍、ルキウス・セルギウス・カティリナ一派による国家転覆の陰謀の際はマルクス・トゥッリウス・キケロの護衛役を務めた。
紀元前62年、男子禁制のボナ・デアの祭りが最高神祇官ガイウス・ユリウス・カエサルの家で行なわれた際、クロディウスはカエサルの妻であったポンペイアと情交を結ぼうとして、女装してカエサルの家に侵入したものの、すぐに見つかったとされる。この嫌疑によって「神への冒瀆」として告発された。この裁判でクロディウスのアリバイを虚偽と証言したキケロに対して敵意を持ちつづけることとなった。しかし当のカエサルはクロディウスの行動について知らぬ存ぜぬを決め込み、一方で「カエサルの妻たるものは、いかなる嫌疑も受けてはならない」として、妻と離婚した。
翌年にクァエストルに就任、紀元前59年に護民官に立候補、パトリキ系の貴族クラウディウス氏族の出身ながらプレブスに移り、護民官に就任した。キケロによると、クロディウスはプレブスのフォンテイウス氏族に養子入りしており、しかも義父は彼の息子と言ってもよい年齢であったという。背後にオプティマテス (閥族派) と対抗するためのカエサルとマルクス・リキニウス・クラッスス及びグナエウス・ポンペイウスら第一回三頭政治の後押しがあった。護民官としてカティリナ事件の際にローマ市民を裁判なしで処刑にしたキケロを糾弾し、キケロ追放の決議（Lex Clodia de exilio Ciceronis）を導いた。また、マルクス・ポルキウス・カト・ウティケンシスをキプロス併合のため派遣したり（Lex Clodia de rege Ptolemaeo et de insula Cypro publicando）、民衆に無料で食料配給する法律（Lex Clodia frumentaria）を通したりするなどポプラレス (民衆派) として活動、オプティマテスと対立していった。
クロディウスに対抗してオプティマテスはティトゥス・アンニウス・ミロを護民官としてより過激な政策で民衆を味方につけようとした。このクロディウスとミロはそれぞれ自身の支持者を使いしばしば抗争を起こし、紀元前52年、ミロの一団と衝突したクロディウスはミロによって殺害された。